# Cervaro
Cervaro är en ort och kommun i provinsen Frosinone i regionen Lazio i Italien. Kommunen hade 8 064 invånare (2018).